# Accidentul feroviar de la Eschede

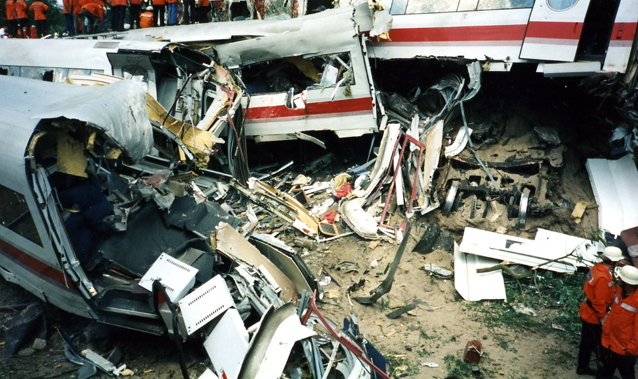
Scenă cu vagoanele din spate, distruse la accident.

Accidentul feroviar de la Eschede este cunoscut ca fiind cel mai grav accident din lume, al unui tren de mare viteză. Accidentul a avut loc la 3 iunie 1998, lângă Eschede, Saxonia Inferioară, în Germania. Numărul victimelor s-a ridicat la 101 decedați și 88 de răniți, depășind numărul victimelor accidentului de la Dahlerau din 1971, care fusese până atunci, cel mai grav accident feroviar din Germania.

## Desfășurarea accidentului

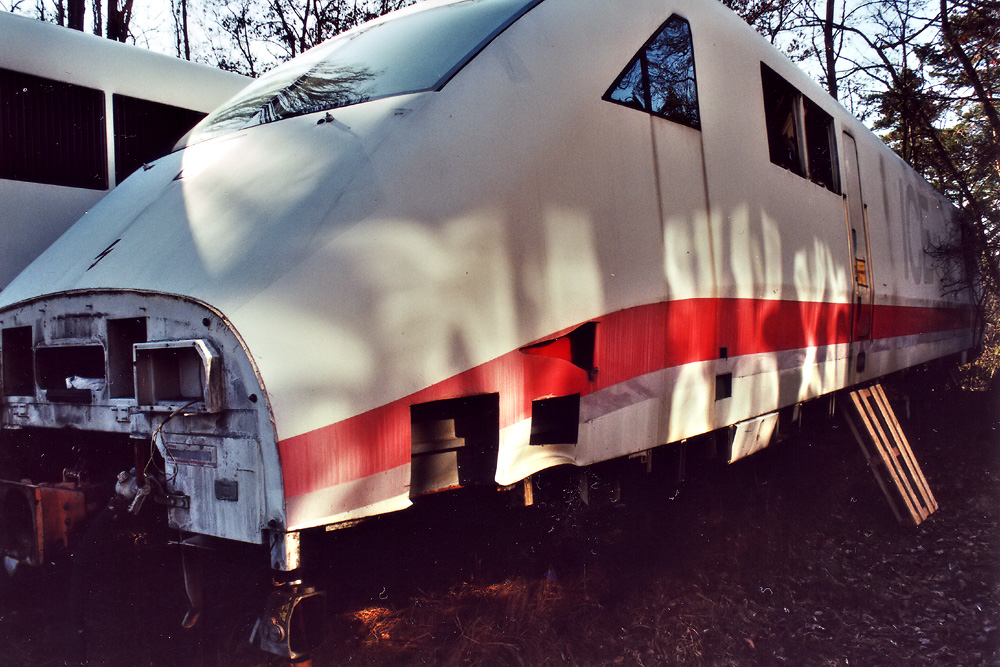
Locomotiva 401 051 a trenului deraiat.

Garnitura 51 a trenului InterCityExpress, denumită ICE 884 „Wilhelm Conrad Röntgen” călătorea pe ruta München-Hamburg, trecând prin orașele Augsburg, Nürnberg, Würzburg, Fulda, Kassel, Göttingen și Hanovra. După ce a părăsit gara din Hanovra la ora 10:30, trenul circula înspre nord. După 130 km parcurși în 40 de minute distanță de Hamburg și la 6 km sud de localitatea Eschede, rama roții bibloc a celei de-a treia osii a primului vagon s-a rupt, aceasta desfășurându-se de pe roată și penetrând podeaua, unde a rămas infiptă.
Ceea ce a urmat a fost o serie de evenimente care au condus la dezastrul feroviar de la Eschede. Un pasager din primul vagon, Jörg Dittmann, a observat rama pătrunsă în compartiment, aceasta ieșind exact printre fotoliile în care ședeau soția și copilul acestora. În loc să acționeze semnalul de alarmă, Dittmann i-a scos pe cei doi din compartiment și a plecat să informeze conductorul. Conductorul a simțit trepidațiile neobișnuite ale trenului, dar a invocat faptul că trebuie să verifice el însuși avaria înainte de a trage semnalul de alarmă, deoarece aceasta este politica firmei. Dittmann a declarat că trenul a început să se balanseze puternic, dar conductorul nu a arătat voința de a opri trenul și a dorit neapărat să investigheze incidentul. Dezastrul s-a produs tocmai când cei doi se apropiau de compartimentul cu pricina.
Trecând peste două macazuri la câteva sute de metri înainte de locul accidentului, rama înfiptă în podea, a agățat șina de ghidaj, aflată paralel între cele 2 șine de cale ferată, imediat lângă una dintre acestea, și a desprins-o de restul structurii, aceasta îndoindu-se și penetrând și ea podeaua, unde a rămas infiptă. Totodată, aceasta a cauzat înălțarea osiei, roțile pierzând contactul cu șina și deraind. Roțile au rulat imediat pe lânga calea ferată până la următorul macaz, când au atins părți mecanice ale acestuia, cauzând schimbarea direcției de deplasare. Astfel, începând cu boghiul din spate al celui de-al treilea vagon, roțile au urmat direcția schimbată a macazului și au deviat în plină viteză, către o linie paralelă, deraind și lovind cu o viteză de 200 km/h pilonii unui pod peste calea ferată. Al patrulea vagon a deraiat din cauza celui de-al treilea, trecând intact pe sub pod, rostogolindu-se și oprindu-se între linii, imediat după acesta. Doi angajați ai concernului Deutsche Bahn care lucrau în zona accidentului au fost omorâți pe loc. Separarea vagoanelor a acționat imediat sistemul de frânare a trenului, acesta având efect asupra primelor trei vagoane care s-au oprit la câteva sute de metri distanță de locul accidentului. Locomotiva s-a detașat de restul trenului și s-a oprit la trei kilometri distanță. Prima jumătate a vagonului al cincilea a apucat să treacă pe sub pod, iar restul a fost strivind complet de podul care s-a prăbușit. Vagonul restaurant strivit mai avea o înălțime de doar 15 centimetri. Cu podul și calea ferată distruse, următoarele vagoane au deraiat, formând un zigzag și oprindu-se în grămada de fiare contorsionate creată de vagoanele anterioare. A fost găsit la fața locului automobilul cu care veniseră cei trei angajați care lucrau în locul respectiv. Automobilul fusese probabil parcat pe pod.
Zgomotul făcut de vagoanele deraiate a fost descris de localnici ca fiind asurzitor, oribil de puternic, ca la prăbușirea unui avion. La ora 11:02 poliția a declarat stare de urgență, la 11:07 devenise urgență majoră, iar la ora 12:30 administrația județeană a districtului Celle a declarat starea de urgență catastrofală. După accident, cele opt vagoane din spatele trenului ocupau lungimea unuia singur. Peste o mie de angajați ai serviciilor de salvare, poliție, pompieri și ai serviciilor de descarcerare au sosit la fața locului. 37 de medici au oferit îngrijiri medicale la fața locului.
Majoritatea pasagerilor din primele două vagoane, inclusiv mecanicii, au scapat cu viață, în timp ce șansele de supraviețuire au scăzut vertiginos către 0 începând cu al treilea vagon. Luând în calcul și cei doi angajați care lucrau în zonă, 101 oameni au decedat. Trenul ICE 787 care efectua cursa în direcția opusă a trecut cu doar două minute înainte de producerea accidentului.
La ora 13:45, autoritățile ofereau îngrijiri medicale pentru 87 de persoane, iar 27 cele mai grav rănite au fost duse la spital cu elicopterele.

## Statisticile accidentului
- Numărul total al pasagerilor: 287 (maximum 651 puteau fi în tren)
- decedați: 101
- grav răniți: 88
- neaccidentați: 106

## Factorii cauzali

### Roțile
Inițial, trenurile ICE-1 au fost dotate cu roți construite dintr-o singură bucată de metal, denumite „monobloc”. S-a constatat faptul că din cauza uzurii acestora și a altor efecte mecanice, trenurile au început să trepideze la viteze medii, fapt constatat și de călători, mai ales în vagoanele restaurant, unde puteau observa vibrațiile lichidelor din pahare.
Inginerii feroviari au făcut presiuni pentru a se găsi mai repede o soluție. Aceștia au decis echiparea trenurilor cu roți bibloc compuse din 2 bucăți metalice, o roată cu un diametru mai mic, și o ramă rotundă care înconjoară această roată, despărțite de o fâșie de cauciuc de 20 mm grosime. Această construcție era menită să absoarbă o parte din vibrații. Pentru aprobare, sistemul a fost testat numai la viteze medii, niciodată la viteze mari.
Nu au existat centre de testare eficientă a roților, iar o testare completă și în toate situațiile nu a fost efectuată. Încrederea în acest sistem a fost pusă pe seama proprietăților metalelor și a teoriei. Nu au fost testate nici în condiții de uzură, iar timp de câțiva ani, aceste roți s-au dovedit chiar eficiente în reducerea vibrațiilor.
Institutului Fraunhofer i s-a cerut să afle cauzele accidentului. Ulterior s-a dezvăluit că institutul anunțase Deutsche Bahn cu privire la anumite aspecte negative ale acestor roți. Cu câteva luni înainte de accident, autoritatea de transport din Hanovra a remarcat apariția uzurii mai devreme decât se estimase și a recomandat înlocuirea mai devreme a roților. Autoritatea a dat un avertisment tuturor instituțiilor care foloseau astfel de sisteme.
A fost mai târziu descoperit că anumite aspecte negative ale acestor roți nu au fost luate în calcul. În faza de creare a roților au fost observați următorii factori:
- rama metalică a roții este supusă unei deformări elipsoidale nefixate din cauza greutății care acționează asupra ei și a rotației continue, provocând mici fisuri;
- fisurile pot apărea și în partea dinspre interior a roții;
- subțierea treptată a ramei duce la efecte mai puternice ale forțelor care acționează asupra ei, fisurile mărindu-se;
- zone netede, concave sau crăpături ale ramei cresc semnificativ riscul apariției fisurilor.

### Oprirea trenului
Continuarea drumului a dus la distrugerea roții și la celelalte evenimente cauzate de aceasta. Dacă trenul s-a fi oprit imediat după depistarea neregulii, ar fi existat mult mai puține victime sau chiar niciuna.
În cazul detectării anumitor defecte ale trenului sau în cazul unor sunete neobișnuite, personalul trenului putea opri garnitura fără a suporta consecințe ulterioare negative. De asemenea, a fost pierdut timp prețios când pasagerul care a observat rama înfiptă în podea, a plecat să anunțe conductorul, în loc să acționeze semnalul de alarmă. Iar conductorul a refuzat oprirea trenului până la o investigare personală, declarând că aceasta este politica societății feroviare Deutsche Bahn. Această clauză a fost luată în calcul la proces, conductorul fiind achitat de toate capetele de acuzare.

### Mentenanța
Inginerii societății Deutsche Bahn care au inspectat, la depoul din München, roțile trenurilor nu au folosit nimic mai mult decât lanterne. Aceștia folosiseră echipament avansat de detecție a uzurii roților, dar acesta nu era precis. În săptămâna premergătoare accidentului, roata care a cauzat dezastrul a fost găsită defectă la trei inspecții separate. Din raportul de mentenanță s-a descoperit că opt călători și conductori s-au plâns de zgomote și vibrații neobișnuite venind de la boghiul cu roata defectă. Aceasta nu a fost înlocuită. Deutsche Bahn a declarat că inspecțiile se executau corespunzător pentru vremea respectivă și că uzura nu putea fi prezisă.

### Alți factori

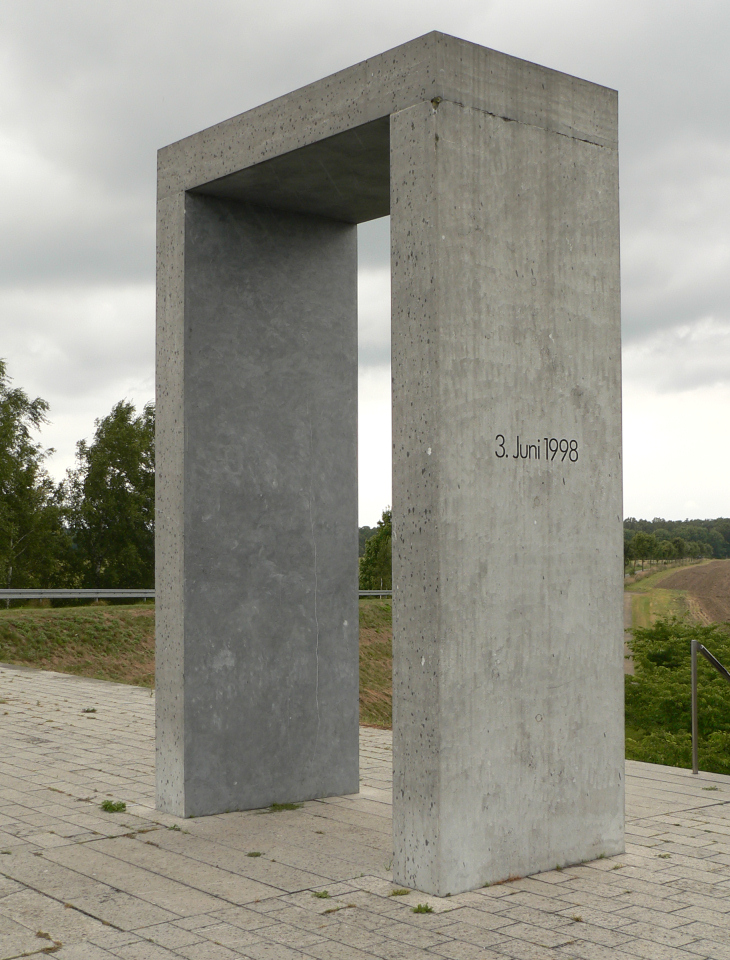
Memento

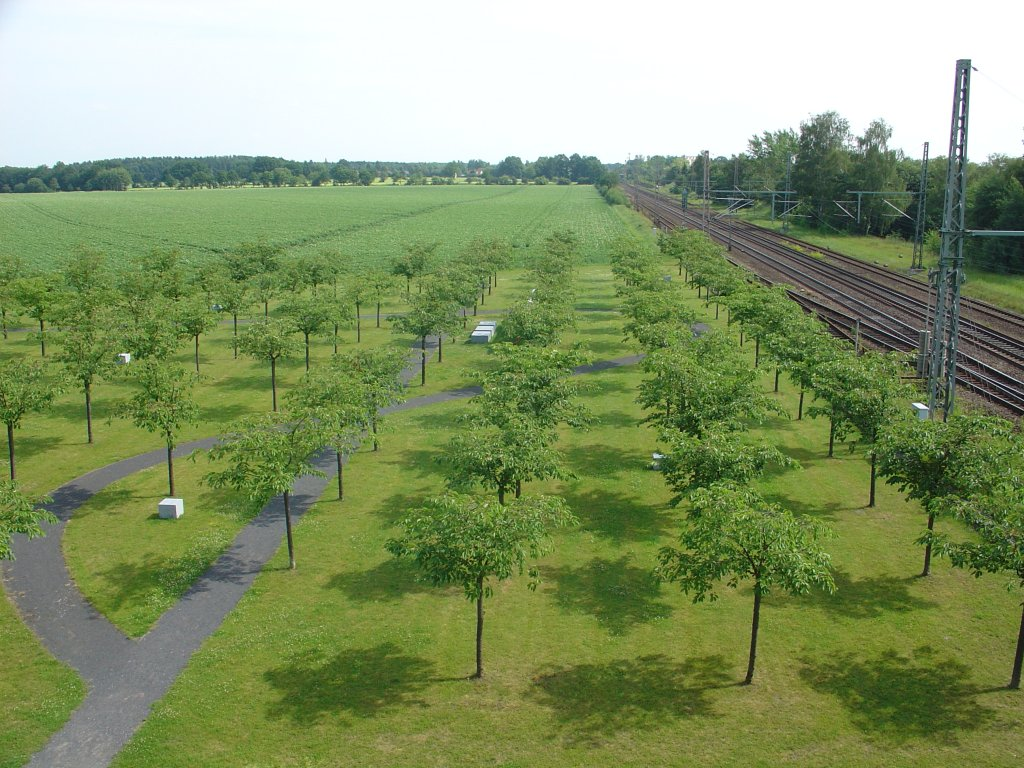
Memorialul accidentului, imediat lângă locul producerii acestuia.

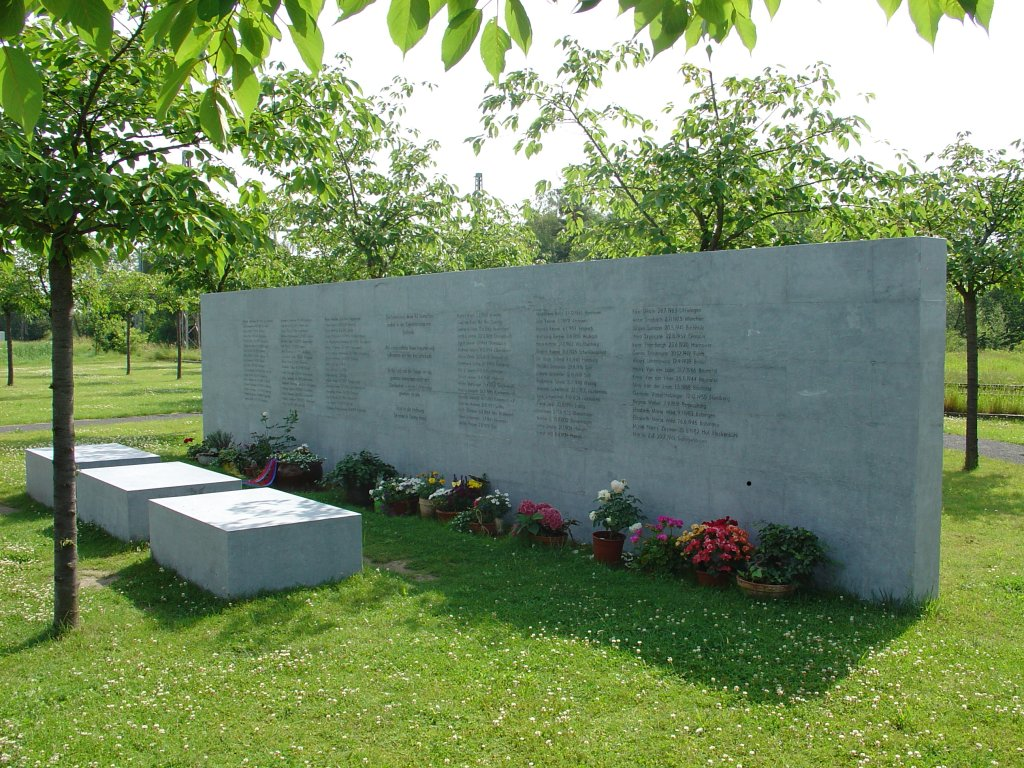
Placa comemorativă cu numele victimelor.

Arhitectura podului prăbușit a contribuit la mărirea catastrofei, acesta având doi piloni subțiri în ambele părți ale liniilor de cale ferată, în loc de susținerea fără piloni, cu îmbinări și susțineri masive doar la capete. Podul construit după accident nu mai are asemenea piloni.

## Consecințe

### Legale
Imediat după accident, Deutsche Bahn a plătit 30.000 de mărci germane (aproximativ 19.000 dolari) pentru fiecare victimă decedată. Mai târziu, Deutsche Bahn a ajuns la un compromis cu unele dintre victime sau cu rudele îndrituite ale persoanelor decedate. Potrivit societății feroviare, despăgubirea s-ar fi cifrat la peste 30 de milioane de dolari.
În august 2002, doi oficiali ai societății Deutsche Bahn și un inginer au fost acuzați de omor din culpă, deoarece în Germania procesele penale pot fi intentate numai persoanelor naturale, nu și firmelor. Procesul a durat 53 de zile. Au fost audiați experți în domeniu din toată lumea. Au fost lansate acuzații reciproce de neglijență. Cazul a fost încheiat în aprilie 2003, după ce fiecare acuzat a plătit suma de 10.000 de euro (aproximativ 12.000 dolari).

### Tehnice

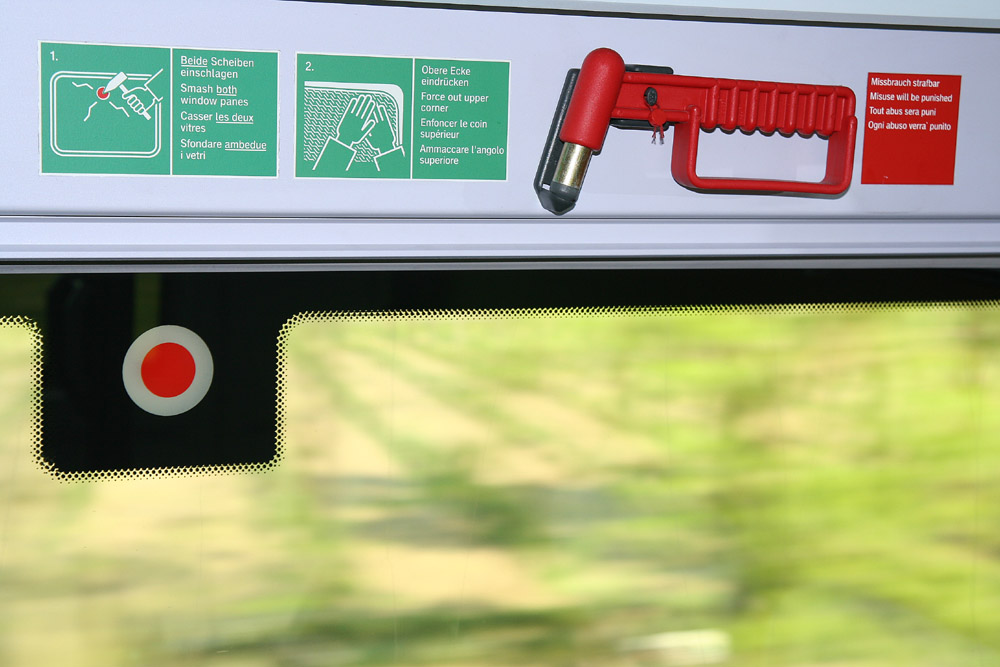
Fereastră cu punct slab.

În câteva săptămâni, toate roțile bibloc au fost înlocuite cu roți monobloc. Rețeaua feroviară a Germaniei a fost verificată, îndeosebi punctele periculoase precum macazurile lângă obstacole.
Echipele de salvare venite la fața locului au întâmpinat mari dificultăți în descarcerarea victimelor, metalul pereților precum și geamurile rezistând foarte puternic aparaturii aduse în acest scop. Ca urmare a catastrofei de la Eschede, trenurile nou construite sunt dotate cu ferestre ce au puncte slabe, pentru a putea fi sparte mai ușor.